# Требова
Требова је планина у општини Фоча, Босна и Херцеговина, висине 1.872 m (6.142 ft).